# 伊藤晴雨

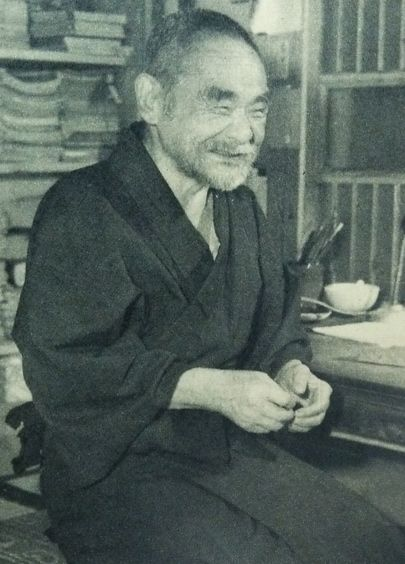
1956年

伊藤 晴雨（いとう せいう、1882年（明治15年）3月3日 - 1961年（昭和36年）1月28日）は、日本の画家。本名は伊藤一。責め絵、幽霊画を得意とする。

## 略歴
出身は東京市浅草区。父親は旗本橋本大炊頭の子で、没落し彫金師を生業としていた。母親は丹南藩の元家老の娘・とら。その長男として生まれる。幼い頃から絵が得意であったため8歳で琳派の絵師・野沢提雨に弟子入りする。9歳の段階で芝居の折檻シーンや女の髪の匂いに執着する性癖が発現している。
父が彫金師だったために12歳で象牙彫刻師・内藤亀次郎のもとへ丁稚奉公する。23歳で絵描きになるべく彫刻師修行を辞め京都へ移り、様々な職業を転々とするが身体を壊し東京に戻る。
25歳から新聞社に勤め挿絵や評論を書く。27歳で包茎手術を行ない、竹尾という女性と一度目の結婚をする。包茎だったため28歳まで童貞だったが本物の女を知って落胆するなど、性に対する憧れが先行するタイプだった。この頃挿絵画家としての地位が固まり、多くの執筆依頼が寄せられるも収入のほとんどは遊びに費やしていた。このころ（1909年ごろ）から亡くなるまで駒込動坂町（現・千駄木5）に暮らす。
34歳で佐々木カネヨ（お葉）をモデルに責め絵を描く。37歳で最初の妻・竹尾と離婚、二人目の妻・キセ子をめとる。この女性は晴雨の責め絵のモデルにもなっており、妊娠中に吊り責めを受けるなどしていた。だが、13歳若いこの女性は後に浮気をして晴雨のもとを去る。
その後関東大震災により財産を失った晴雨は精力的に江戸の風俗を書き記し、『いろは引・江戸と東京風俗野史』を著した。また責めも興味の赴くままに行なうのではなく、様々な考証のもと行なうようになっている。1928年（昭和3年）に発行した『責の研究』は発禁処分となったが、当時の名著とされる。
晴雨が49歳の頃に三人目の妻が精神を病み闘病、借金に追われるようになる。
1945年（昭和20年）の東京大空襲で家財一切を焼失、戦後はほとんど出版活動は行なわなくなった。
1960年（昭和35年）、挿絵画家としての長年の功績に対し出版美術連盟賞を受賞、翌年に死去している。

## エピソード
- 責め絵や縛り絵を専門とする一方で風俗考証家としても活躍している。
- 12歳で晴雨の愛人になったお葉は、後に竹久夢二の愛人にもなっている。『黒船屋』のモデルをしている。
- モデルの負担を軽減するため、カメラで撮影を行い、その写真をモデルとした。その写真は『責め絵の女　伊藤晴雨写真帖』として出版されている。
- 2002年､竹久夢二生誕百二十周年を記念して映画『およう』が製作された。(松竹映画､団鬼六-原作『外道の群れ』(1997年)、関本郁夫-監督、キャスト・渋谷亜希-およう、竹中直人-伊藤晴雨、熊川哲也-竹久夢二、里見浩太朗-藤島武二)

## ギャラリー

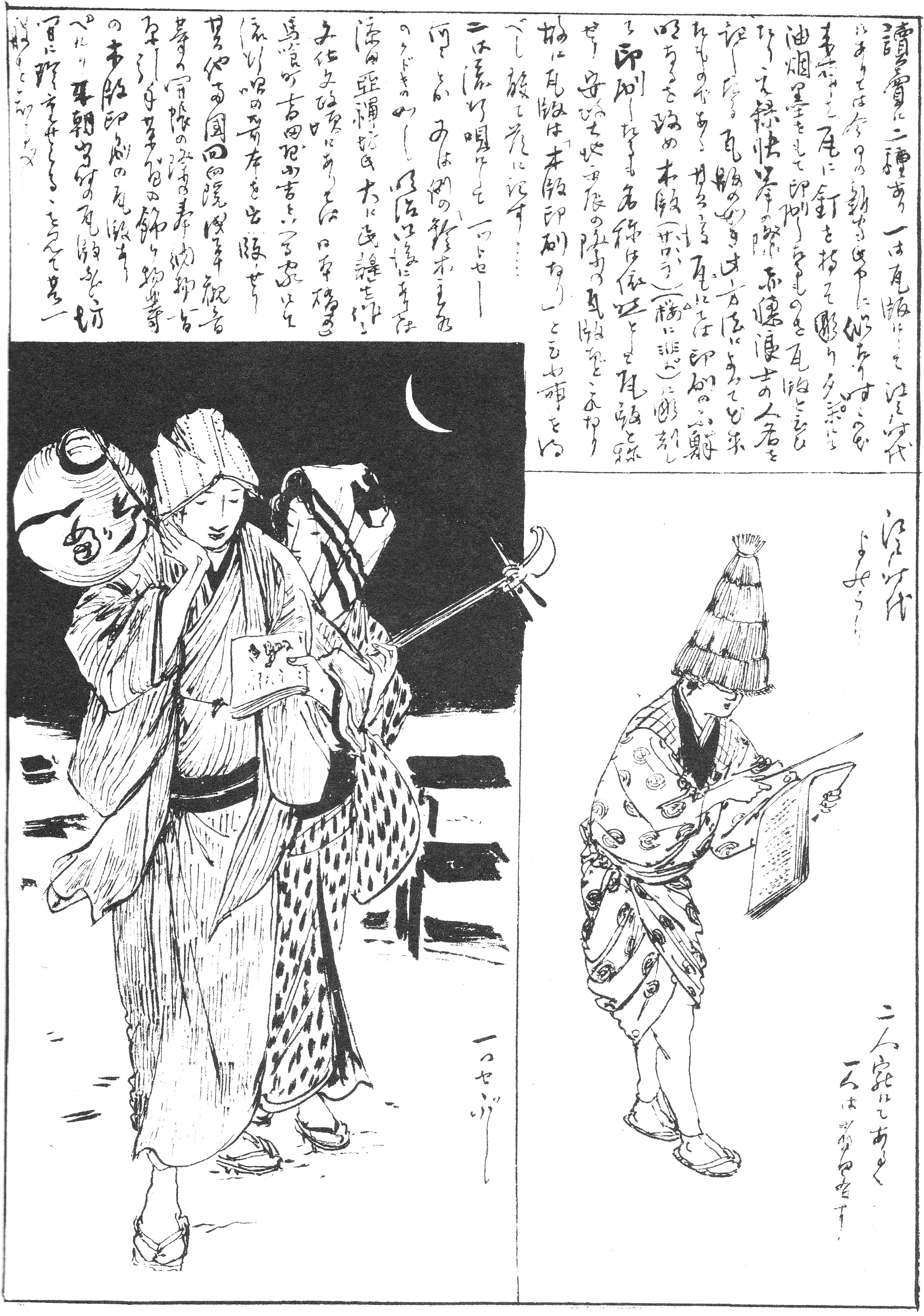
読売の姿を描いた絵
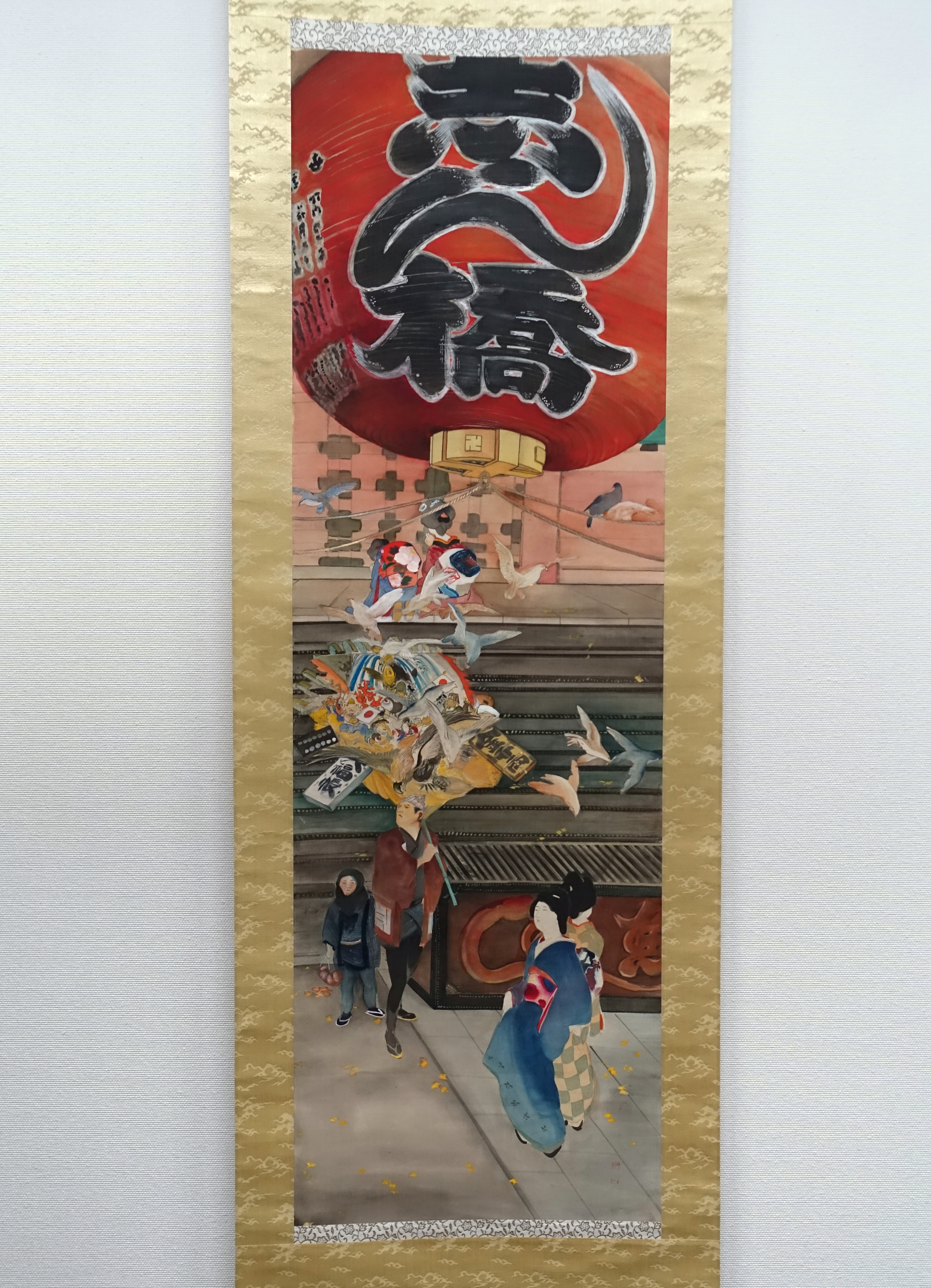
浅草浅草寺
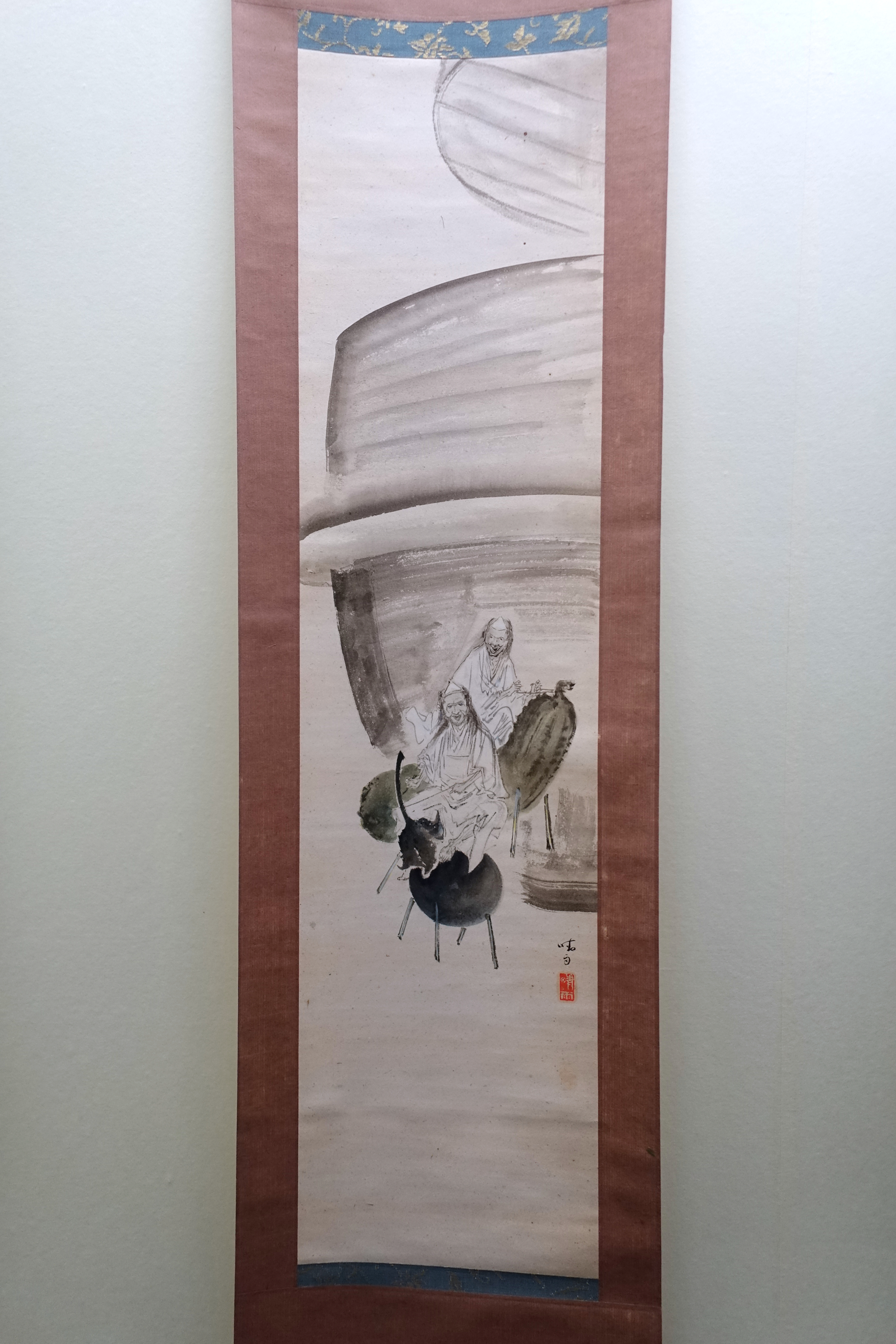
お盆の精霊馬
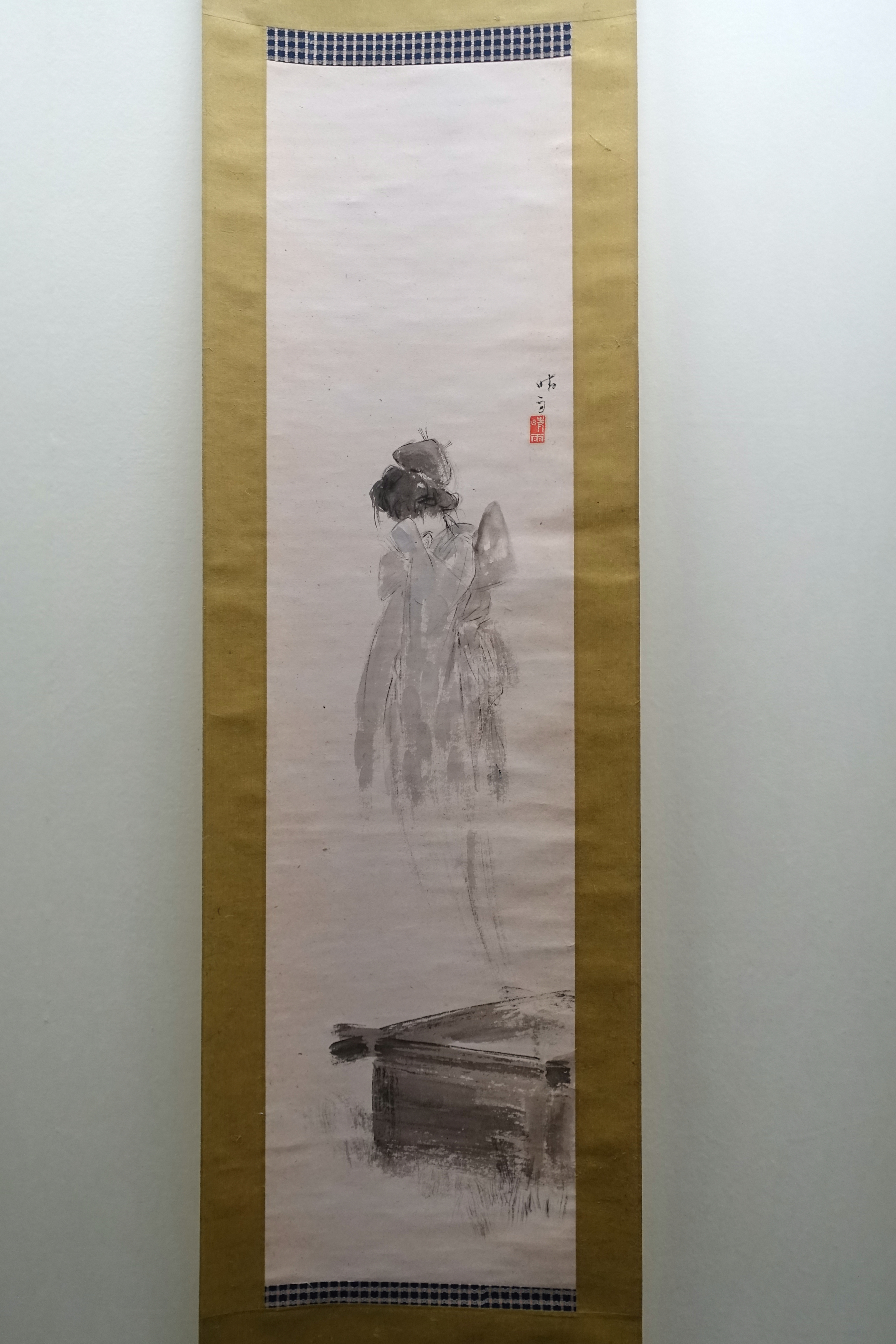
番長皿屋敷
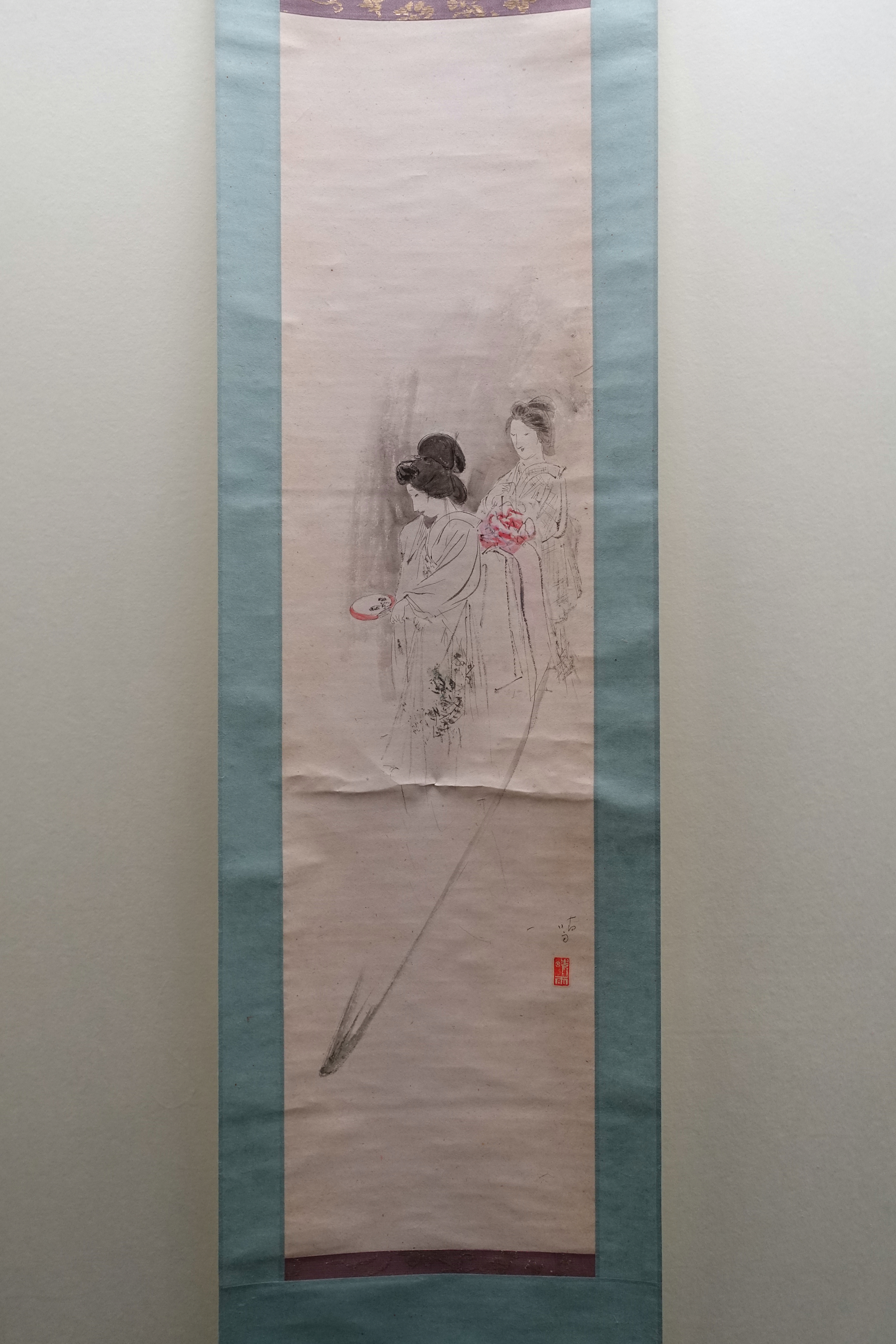
牡丹灯籠
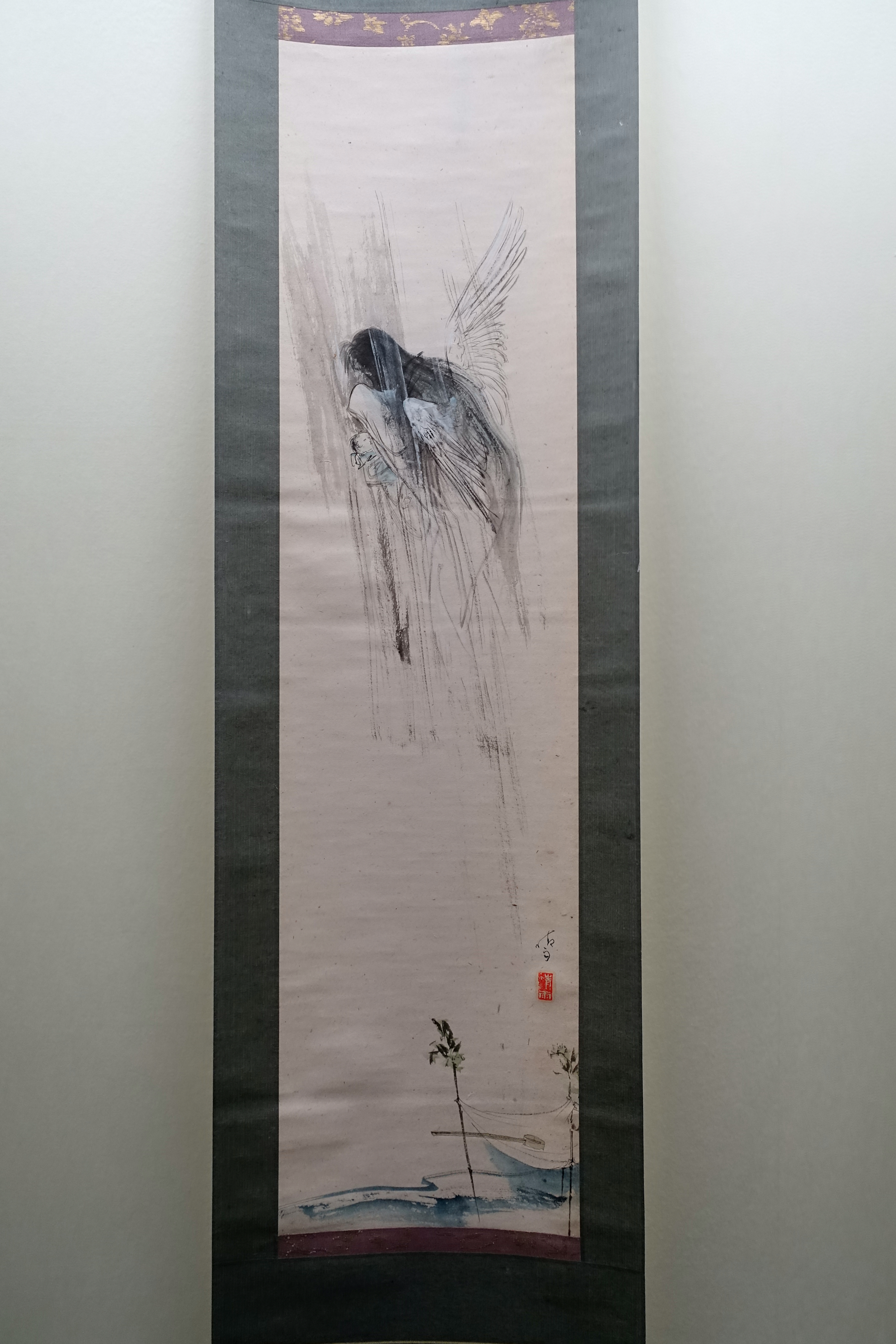
産女

## 著書
- 『日本刑罰風俗図史』 藤澤衛彦、 伊藤晴雨 1948年
- 『文京区絵物語』文京タイムス社　1952
- 『危機一髪畫譜』(粹古堂, 1952)
- 『與力同心岡ツ引』(粹古堂, 1952)
- 『性犯罪と私刑』(粹古堂, 1952)
- 『文京區繪物語』(文京タイムス, 1952)
- 『責の話』(粹古堂, 1952)
- 『責のモデル写真集 第一集〜第三集』(粹古堂, 1952)
- 『江戸時代探奇伝説絵巻』(粹古堂, 1952)
- 『美人十二支責め繪巻』(粹古堂, 1952)
- 『伊藤晴雨 自画自伝』（新潮社、著：伊藤晴雨 編：福富太郎）ISBN 978-4104156016
- 『伊藤晴雨写真帖 : 責め絵の女』 新潮社, 1996
- 『美人乱舞―責め絵師 伊藤晴雨頌』弓立社 1997
- 『江戸と東京風俗野史』　国書刊行会 2001
- 『伊藤晴雨・晴雨秘帖』二見書房 2002
- 『伊藤晴雨の世界1 ［秘蔵写真集］責めの美学の研究〜風俗資料館 資料選集』書苑新社 2023 ISBN 978-4-88375-510-3
- 『伊藤晴雨の世界2 伊藤晴雨 秘蔵画集〜門外不出の責め絵とドローイング〜風俗資料館 資料選集』書苑新社 2024 ISBN 978-4-88375-517-2

## 関連文献
- 団鬼六『伊藤晴雨物語』河出文庫、1987年。
- 斉藤夜居『伝奇・伊藤晴雨』青弓社、1996年。
- 金森敦子『お葉というモデルがいた　夢二、晴雨、武二が描いた女』晶文社、1996年。